# Miscon
Miscon là một xã thuộc tỉnh Drôme trong vùng Auvergne-Rhône-Alpes đông nam nước Pháp. Xã Miscon nằm ở khu vực có độ cao từ 688-1440 mét trên mực nước biển.